# M/T Sis
M/T Sis je trajekt za lokalne linije u sastavu flote hrvatskog brodara Jadrolinije. Izgrađen je 1974. u jednom engleskom brodogradilištu za engleskog naručitelja. Tamo je Sis do 1997. plovio pod imenom Netley Castle. Danas u Hrvatskoj plovi na linijama zadarskog okružja. Trenutno plovi na liniji Zadar – Iž – Rava. 
M/T Sis kapaciteta je 700 putnika i 70 automobila.

## Vanjske poveznice
|  | Zajednički poslužitelj ima još gradiva o temi M/T Sis |